# Station Podczele
Station Podczele was een spoorweghalte in de Poolse plaats Kołobrzeg.